# 모함메드 카심 마지드
모함메드 카심 마지드(아랍어: محمد قاسم ماجد, 1996년 12월 6일 ~)는 이라크의 축구 선수로, 현재 알쇼르타에서 뛰고있다. 포지션은 미드필더이다.